# 대전둔산소방서
대전둔산소방서(大田屯山消防署)는 대전광역시 서구의 일부와 대전광역시 중구의 일부를 관할하는 대전광역시 소방본부 산하의 소방서이다.
소방서장은 소방정으로 보한다.

## 연혁
- 1985년 12월 10일: 서대전소방서 개서
- 1991년 5월 15일: 대전동부소방서 분리, 대전서부소방서로 변경
- 2006년 1월 1일: 대전남부소방서(현.대전서부소방서) 분리
- 2019년 1월 1일: 대전둔산소방서로 변경

## 조직
| - 소방행정과 - 행정지원팀 - 예산장비팀 | - 예방안전과 - 예방총괄팀 - 소방민원팀 - 소방특별조사팀 - 체험교육팀 | - 119재난대응과 - 대응총괄팀 - 구조구급팀 | 현장대응 1,2,3단 현장지휘1,2,3팀 화재조사1,2,3팀 |

## 관할센터 및 관할구역
대전둔산소방서는 5개의 119안전센터와 1개의 구조구급대를 산하에 두고 있다.
| 명칭                         | 주소                  | 관할구역                     |
| ---------------------------- | --------------------- | ---------------------------- |
| 갈마119안전센터              | 서구 갈마중로 15      | 서구 갈마1·2동, 괴정동, 내동 |
| 태평119안전센터              | 중구 태평로 91        | 중구 태평1·2동, 서구 가장동  |
| 탄방119안전센터              | 서구 문정로 142       | 서구 탄방동, 용문동          |
| 월평119안전센터              | 서구 청사로 27        | 서구 월평1·2·3동, 만년동     |
| 샘머리119안전센터            | 서구 둔산로101번길 26 | 서구 둔산1·2·3동             |
| 대전둔산소방서 119구조구급대 | 서구 갈마중로 15      | 대전광역시 서구, 중구        |

## 같이 보기
- 대한민국 소방청
- 대한민국의 소방
- 소방관 계급